# 兵庫県立須磨東高等学校
兵庫県立須磨東高等学校（ひょうごけんりつ すまひがしこうとうがっこう）は、兵庫県神戸市須磨区東落合一丁目に所在する県立高等学校。

## 設置学科
- 全日制課程
  - 普通科
    - リーガルマインド類型

## 沿革
- 1978年（昭和53年） - 現校地において開校する。
- 1980年（昭和55年） - 校歌制定。
- 1982年（昭和57年） - 校訓制定。
- 1995年（平成7年） - 阪神・淡路大震災により被害を受ける。
- 2015年（平成27年） - 特色選抜の「リーガルマインド類型」が設置される。

## 校訓
立志・誠実・努力
個々の人格が己を高めようとする願望と努力、および人格相互のまごころとまごころの触れ合いとが教育を存立させる条件であり、そしてまた万古不易の人の倫である。

## 特色
校名は、開校当時須磨区内の県立高校が2校（もう一校は北須磨高校）で、区内の北東にあることから「須磨東」と命名された。

### 制服
制服も北須磨高校と同じく、旧神戸第3学区内におけるブレザー採用のはしりで、上衣は濃紺だが、男子のズボン・女子のジャンパースカート（夏はスカート）はグレー、男子のネクタイ・女子のボウタイはスクールカラーのえんじ色だった。
2014年（平成26年）4月入学の37回生から制服が一新。男女共に、冬服上下と夏服のズボン（男子）・スカート（女子）がチャコールグレーに変更。冬服は男子がブレザーとズボンに紺・赤・白を配したストライプのネクタイ、女子がセーラージャケットとスカートにピンクのリボンとなった（男女共に上衣のボタンが旧制服での2つから3つに増えている）。

## 部活動
- 運動部 - 野球、バスケットボール、バレーボール、卓球、ハンドボール、テニス、ソフトテニス、バドミントン、陸上競技、サッカー、剣道、柔道、水泳、ダンス
- 文化部 - 文芸、吹奏楽、美術、書道、放送、写真、IT研究、ESS、茶道、華道、家庭科

## 著名な出身者
- 北川賢一（シンガー・ソングライター、元ロードオブメジャー）
- バッファロー吾郎A（バッファロー吾郎）
- 久宝留理子（歌手）
- 清水理恵子（ラジオパーソナリティ）
- 長谷川太（文化放送アナウンサー）
- 村上昂輝（サンテレビジョンアナウンサー、元西日本放送アナウンサー）
- 原田将太郎（漫画家）
- 原瑞歩（ファッションモデル）
- 村田晃嗣（同志社大学法学部教授・元学長、国際政治学者、防衛省参与、NHK経営委員長代行）
- 井上希美（ミュージカル俳優）
- 筒井伸輔（画家）